# Cathédrale de la Résurrection de Baryssaw
Pour les articles homonymes, voir Cathédrale de la Résurrection.
La cathédrale de la Résurrection (biélorusse : Васкрасенскі сабор ; russe : Воскресенский собор) est une cathédrale orthodoxe de Baryssaw, en Biélorussie.